# Gruszka (powiat konecki)
Gruszka – wieś sołecka w Polsce, położona w województwie świętokrzyskim, w powiecie koneckim, w gminie Radoszyce.
W latach 1975–1998 wieś należała administracyjnie do województwa kieleckiego.
Przez wieś przechodzi  niebieski szlak turystyczny z miejscowości Pogorzałe do Kuźniaków.
Wierni Kościoła rzymskokatolickiego należą do parafii Matki Bożej Nieustającej Pomocy w Jóźwikowie.

## Części wsi
| SIMC    | Nazwa     | Rodzaj    |
| ------- | --------- | --------- |
| 0264495 | Gać       | część wsi |
| 0264503 | Klemiesze | część wsi |

## II wojna światowa
Pod koniec II wojny światowej w dniach 29-30 września 1944 r. żołnierze Armii Ludowej i partyzanci radzieccy starli się w z wojskami hitlerowskimi w zwycięskiej bitwie pod Gruszką. Wydarzenie upamiętnia obelisk pod pobliskim lasem.